# Carica (botanica)
Il genere Carica L., 1753 comprende arbusti e piccoli alberi sempreverdi (alti fino a 5–10 m) appartenenti alla famiglia Caricaceae, spontanei nelle regioni tropicali dell'America centrale e meridionale, tra i quali la papaya (Carica papaya) e altre specie affini.

## Descrizione
Le piante del genere Carica hanno l'aspetto caratteristico di piccole palme (con le quali non hanno alcuna parentela), grazie al loro tronco non ramificato.
I frutti nascono direttamente sul tronco e hanno aspetto vagamente simile a un melone allungato.

## Areale
L'areale naturale del genere Carica si estende dal sud del Messico al Perù.
Carica papaya è coltivato nelle regioni tropicali di tutto il mondo.

## Tassonomia
In questo genere sono riconosciute le seguenti specie:
- Carica aprica V.M.Badillo
- Carica augusti Harms
- Carica papaya L.

In passato molte più specie erano assegnate a questo genere, la maggior parte delle quali è classificata nel genere Vasconcellea da Plants of the World Online.
Una posizione intermedia è quella di Species 2000, che riconosce cinque specie: Carica aprica, Carica augusti, Carica cnidoscoloides, Carica papaya e Carica tunariensis.